# Ruy Rey
Domingos Zeminian (São Paulo, 4 de janeiro de 1915 - Rio de Janeiro, 26 de março de 1995), mais conhecido pelo nome artístico de Ruy Rey, foi um ator, cantor e compositor brasileiro. 
Junto de sua orquestra, celebrizou-se por interpretar ritmos hispano-americanos (bolero, mambo, rumba, etc.), entre as décadas de 1940 e 1960, atingindo seu auge na década de 1950, quando chegou a rivalizar com o argentino Gregorio Barrios a preferência do público no gênero.
Iniciou sua carreira como crooner da orquestra dos irmãos Cópia (dentre os quais, o maestro Copinha), em São Paulo. Na década de 1940, atuou na Rádio Tupi de São Paulo e no cabaré OK, com a orquestra de J. França. Em 1944, foi trabalhar como cantor na Rádio Nacional do Rio de Janeiro, conseguindo o horário de meio-dia e meia, logo após o programa de Francisco Alves, um dos mais populares de então, alcançando notoriedade.
Em 1946, gravou seu primeiro disco pela gravadora Continental, com os boleros Nadie, de Agustín Lara, e No Mientas, de Dante Santoro e Sila Gusmão. No ano seguinte, gravou sua primeira composição, a rumba Ana Martín, parceria com o maestro Sebastião Cirino. Este mesmo disco trazia em seu lado B o bolero Tus ojos, de Luiz Bonfá. No entanto, seu primeiro grande sucesso surgiu no carnaval de 1948, com a marcha A Mulata É a Tal, de Antônio Almeida e João de Barro. Nesse mesmo ano, Rey fundou sua orquestra, que se especializou em executar gêneros hispano-americanos; no entanto, o sucesso carnavalesco animou Rey a continuar lançando músicas para o carnaval.
Entre as várias versões que fez, destacam-se: a canção La Bamba (dez anos antes da versão de Ritchie Valens); os mambos Cao Cao Mani Picao (Jose Carbo Menendez) e Mambo Jambo (Perez Prado); o porro Cubanita Chiquitita (de sua autoria); o Cha-cha-chá (música)chá-chá-chá Torero (Renato Carosone e Nisa); os boleros Camino Verde (Carmelo Larrea) e Ansiedad (Sarabia Rodríguez); e Bailando la Cucaracha.
Também em 1948, fez sua primeira participação num filme, Folias Cariocas, de Manoel Jorge e Hélio Thys. Sua participação no cinema se intensificaria a partir da década seguinte, atuando principalmente em chanchadas, entre as quais, Carnaval no Fogo, Aviso aos Navegantes, O petróleo é nosso, Chico Viola Não Morreu e É de Chuá!.
A partir da década de 1960, com o surgimento da Bossa Nova, sua carreira entrou em colapso. Então, em 1968, desfez sua orquestra e se afastou do meio artístico.